# Dendrobium distichum
Dendrobium distichum là một loài thực vật có hoa trong họ Lan. Loài này được (C.Presl) Rchb.f. mô tả khoa học đầu tiên năm 1876.

## Hình ảnh

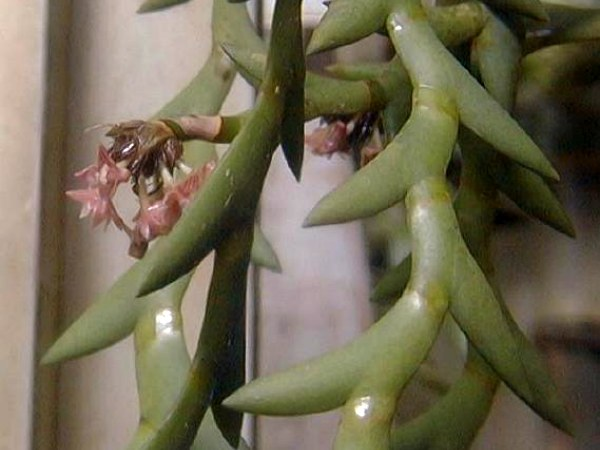

- Tập tin:Aporum Distichum (Ronny Boos).jpg